# 교지군
교지군(交趾郡, 交阯郡)은 베트남 북부 일대를 관할한 중국의 옛 군이다.

## 전한
교지자사부에 속했다. 원시 2년(2년)의 인구조사에 따르면 92,440호, 746,237명이 있었다. 아래의 속현 목록은 《한서》지리지의 내용이다. 원연·수화 연간(기원전 8년 무렵)의 현황으로 여겨지며, 총 10현이다. 치소는 사료에 따라 기록이 다른데, 이루 · 미령이 전해진다.
| 현명   | 한자   | 대략적 위치                     | 비고               |
| ------ | ------ | ------------------------------- | ------------------ |
| 이루현 | 羸𨻻縣 | 베트남 하노이 시 북서           | 수관(羞官)이 있다. |
| 안정현 | 安定縣 | 베트남 남딘 시 남               |                    |
| 구루현 | 苟屚縣 | 베트남 하노이 시 선떠이 시 남동 |                    |
| 미령현 | 麊泠縣 | 베트남 빈옌 남                  |                    |
| 곡양현 | 曲陽縣 | 베트남 하이즈엉 일대            |                    |
| 북대현 | 北帶縣 | 베트남 박닌 남                  |                    |
| 계서현 | 稽徐縣 | 베트남 흥옌 북                  |                    |
| 서우현 | 西于縣 | 베트남 푹옌 남                  |                    |
| 용편현 | 龍編縣 | 베트남 박닌                     |                    |
| 주원현 | 朱䳒縣 | 베트남 하동                     |                    |

## 태수

### 전한
- 석광(평제 시기)

### 후한
- 사섭(187년? ~ 220년)

### 삼국 시대
- 사섭(220년 ~ 226년)
- 진시(陳時, 226년)
- 오막(吳邈, 226년 ~ ?)

## 같이 보기
- 강승회
- 통킹
- 코친차이나